# 情熱の風
「情熱の風」（じょうねつのかぜ）は、2002年2月26日にリリースされた日本のヴィジュアル系ロックバンドLa'cryma Christiの12枚目のシングル。

## 概要
プロモーションビデオの撮影は、氷川丸の船内で撮影した。サスペンスドラマのタイアップな所為か、ストーリー仕立てになっている。HIROいわく、作曲しているうちにラテン風の曲になっていったというC/Wの「Can't hold you in my dream」は、「With-you」以来のTAKAの楽曲だが、ライブで演奏したことは一度も無い。
『京都迷宮案内』第4シリーズ主題歌。
初動売り上げのみで前作売り上げを上回った。売り上げが1万枚を越えた最後のシングル。

## 収録曲
1. 情熱の風 [4:06]
作詞 - TAKA 作曲 - HIRO
2. Can't hold you in my dream [4:48]
作詞 - TAKA　作曲 - TAKA
3. 情熱の風（unvocal version） [4:05]
4. Can't hold you in my dream（unvocal version） [4:43]

## 収録作品
- &・U（#1）